# Daniel Hopfer

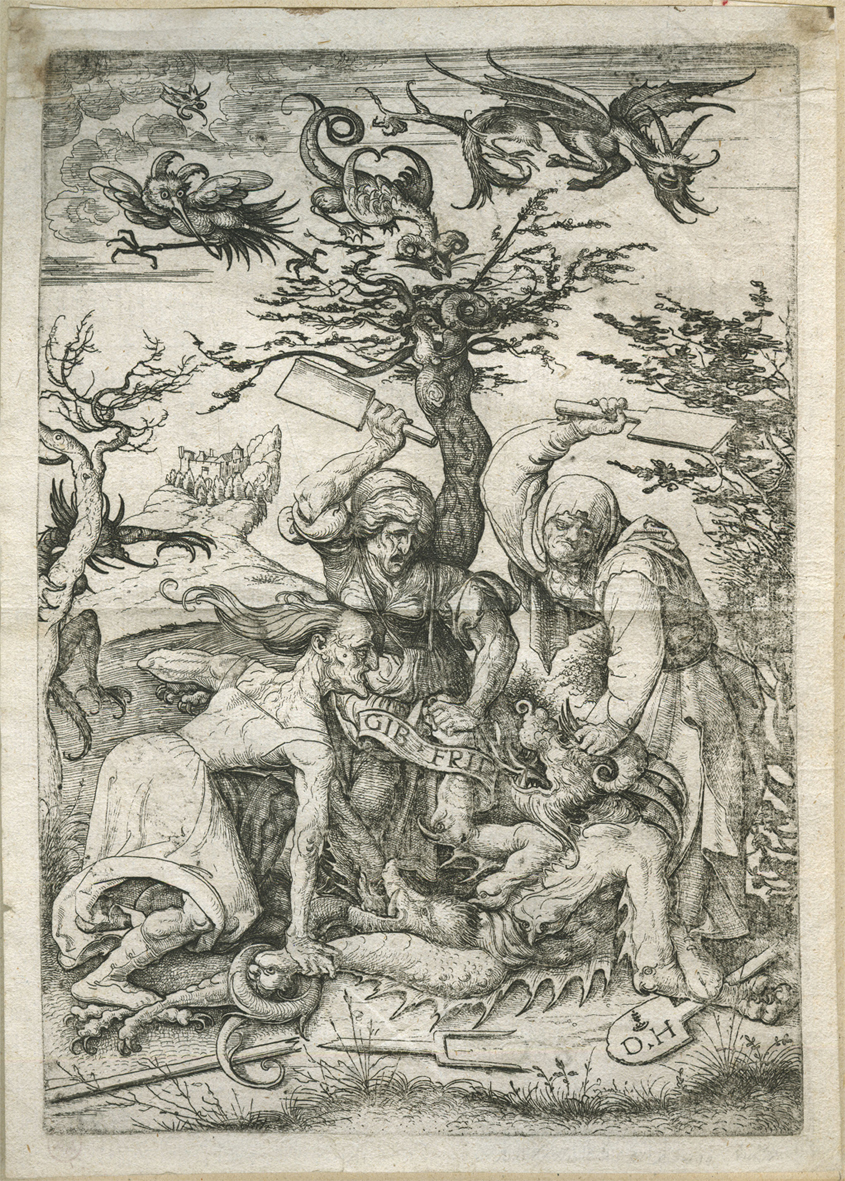
Trois vieilles femmes battant un diable au sol (imprimée de son vivant).

Daniel Hopfer, né vers 1470 à Kaufbeuren et mort en 1536 à Augsbourg, est un artiste allemand, qui, alors qu'il exerçait la profession d'armurier, serait le premier à avoir appliqué la technique de l'eau-forte dans le domaine de l'image imprimée, à la fin du XVe siècle. Comme graveur, il a également travaillé avec la gravure sur bois.

## Biographie
Fils de Bartholomäus Hopfer, peintre, et d'Anna Sendlerin, Daniel Hopfer est né à Kaufbeuren. Accompagnant ses parents, il déménage très tôt à Augsbourg, dont il obtient la citoyenneté en 1493, cotisant dès cette année comme artiste,.
En 1497, il épouse Justina Grimm, fille de Sigismund Grimm, un éditeur, physicien et pharmacien local. Le couple a trois fils : Jörg, Hieronymus (de) et Lambert, dont les deux derniers poursuivent la profession d'aquafortiste (Hieronymus à Nuremberg et Lambert à Augsbourg). Les deux fils de Jörg, Georg et Daniel, deviendront eux aussi des aquafortistes remarqués, bénéficiant de la protection de l'empereur Maximilien II de Habsbourg, dont le successeur, Rodolphe II de Habsbourg, octroiera à Georg des titres de noblesse.

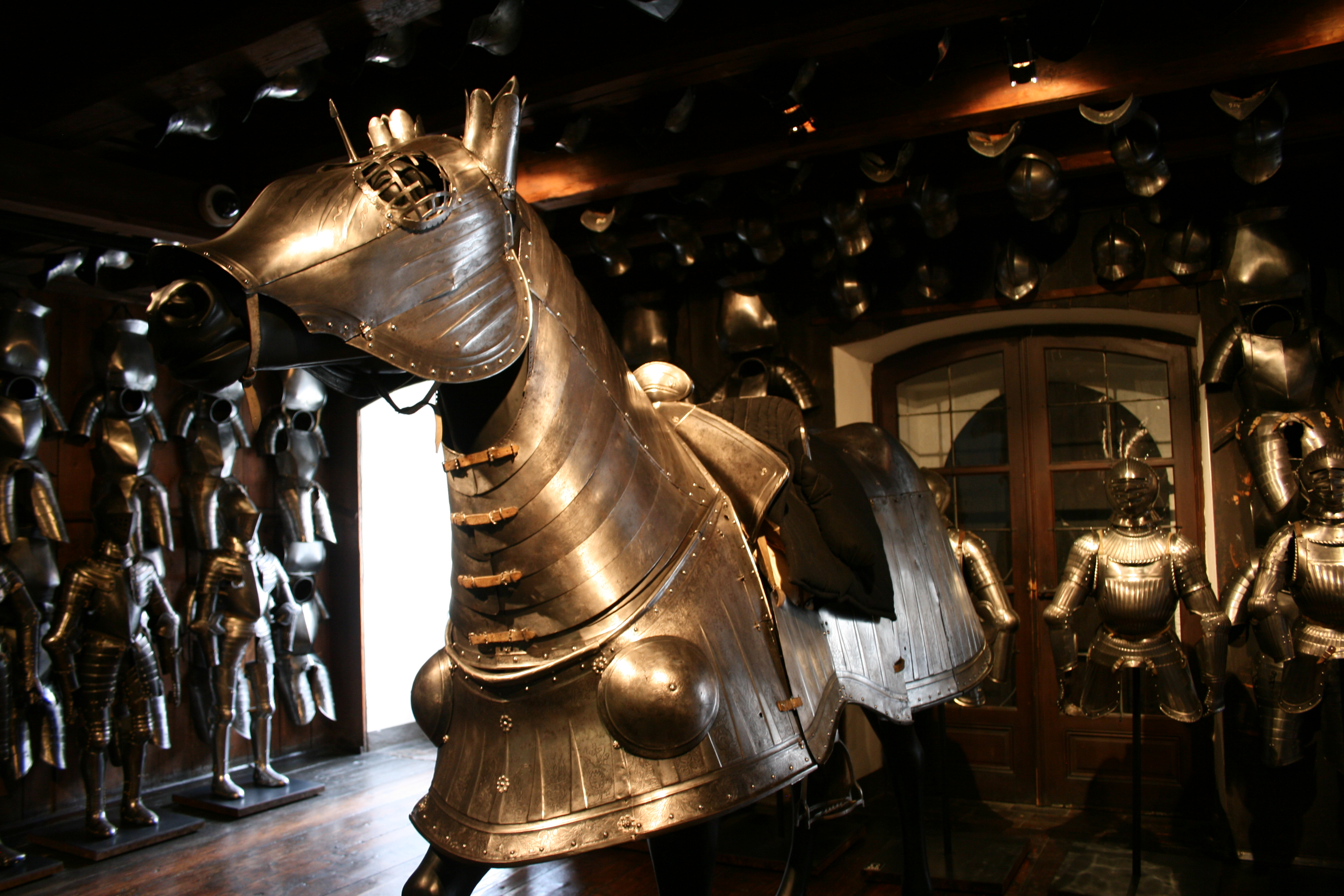
Armure pour cheval décoré par Daniel Hopfer.

Daniel Hopfer reçoit une formation de graveur d'armure. Il n'y a que deux exemplaires attestés de son travail d'armurier : un bouclier de 1536, conservé dans le musée royal de l'armure du palais royal de Madrid, et une épée conservée au Germanisches Nationalmuseum de Nuremberg. Une armure de cheval d'Augsbourg conservé au musée historique allemand de Berlin, datant d'entre 1512 et 1515, est décoré de motifs d'après des eaux-fortes et gravures sur bois de Hopfer, mais on ignore si l'exécution des gravures sur l'armure sont de sa main.
La gravure des métaux avec de l'acide était connue en Europe depuis le début du XVe siècle, mais la décoration élaborée d'armure — en tous cas en Allemagne — était un art probablement importé d'Italie vers la fin du XVe siècle, juste avant la naissance de l'eau-forte comme technique dans le domaine de l'image imprimée. Bien que les premières eaux-fortes datées connues soient trois œuvres d'Albrecht Dürer de 1515, les considérations stylistiques suggèrent que Daniel Hopfer a utilisé cette technique dès 1500; cependant, aucune de ses œuvres n'est datée. Selon plusieurs spécialistes, Hopfer l'aurait enseignée à Dürer après avoir été le premier à l'expérimenter,. Il aurait aussi introduit le modèle d'entreprise d'éditeur d'estampes.

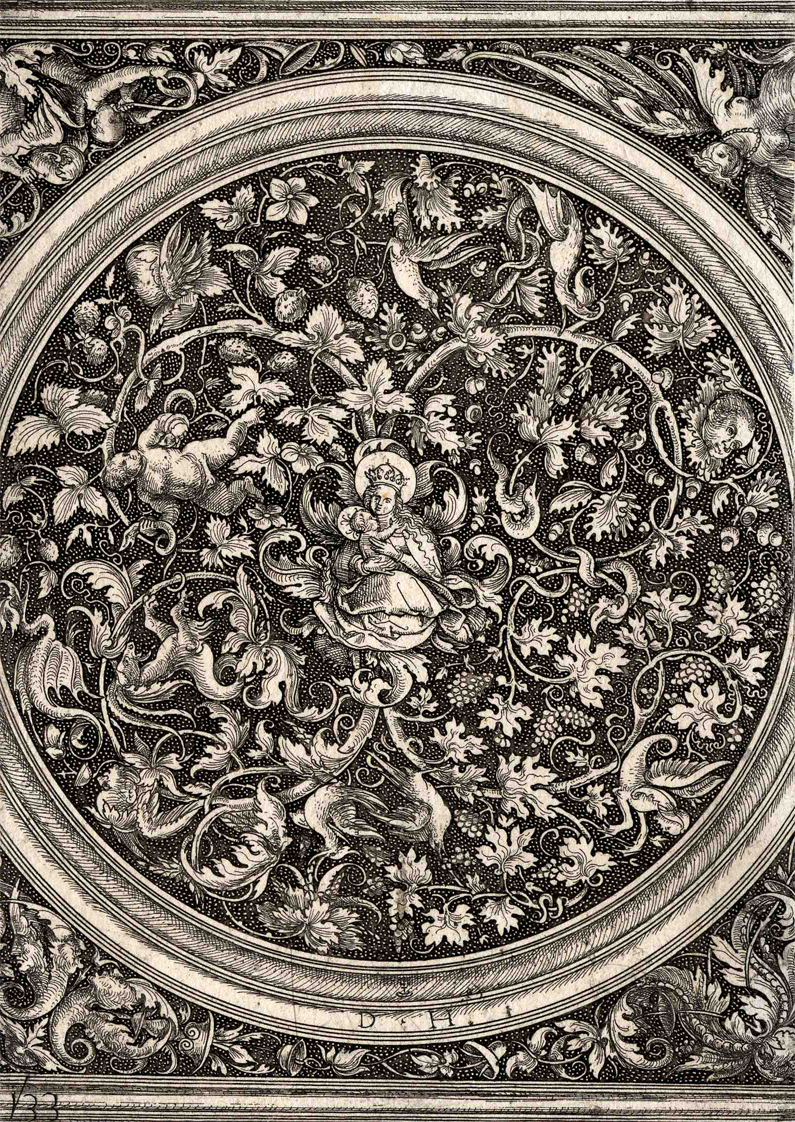
Marie avec Jésus, gravure représentative du « style Hopfer » (numéro 133 de Funck).

Les Hopfer prospèrent à Augsbourg et vers 1505, Daniel Hopfer obtient une maison dans le centre-ville,. Il sied au comité de la guilde des forgerons d'Augsbourg, qui incluait à cette époque les peintres et les graveurs, probablement parce que ces artisanats étaient connectés ensemble dans la ville, l'une des principales productrices d'armes et d'armures d'Europe.
Daniel Hopfer est mort à Augsbourg en 1536. Son œuvre est largement reconnu à son époque et en 1590, il est déclaré de façon posthume comme l'inventeur de l'art de l'eau-forte dans la lettre de noblesse impériale accordée à son petit-fils Georg.

## Œuvre
Les premières eaux-fortes de Daniel Hopfer étaient d'abord un travail avec les lignes, avant que lui et ses fils développent des techniques plus avancées, que les historiens de l'armurerie appellent le « style Hopfer ». Appliquée aux estampes, cette technique produit des motifs de silhouette sur un fond noir du fait de multiples morsures sur les plaques. La procédure, techniquement exigeante, semble avoir été à la fois délicate et intensive, et aucun autre artiste n'est connu pour avoir utilisé exactement la même méthode. Leurs plaques étaient toutes en fer, le cuivre ayant été introduit plus tard par les Italiens, après que les acides adéquats ont été découverts. Les plaques de métal devaient être manipulées avec beaucoup de soin pour qu'elles ne rouillassent pas, ce qui pouvait se produire rapidement — une empreinte digitale suffisait.

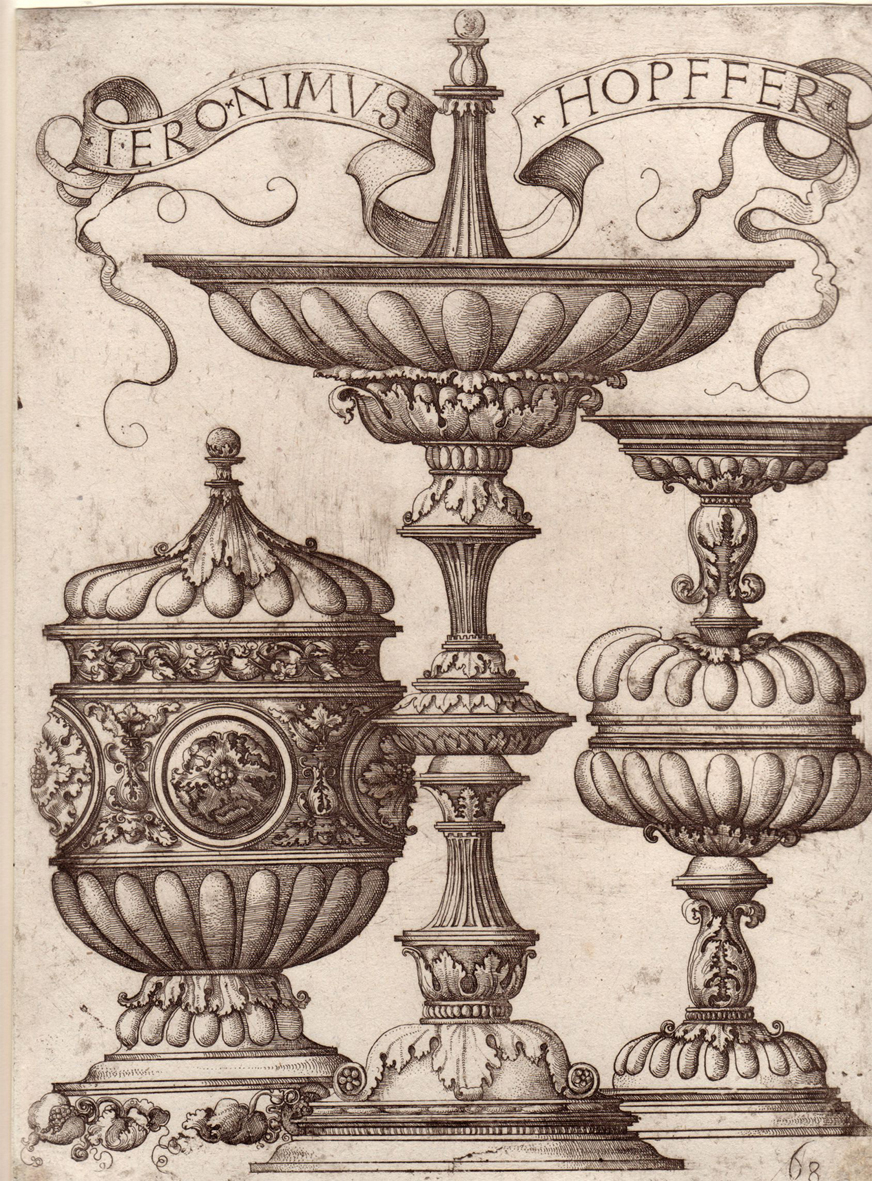
Trois vaisselles ornées, probablement un modèle pour les orfèvres (numéro 68 de Funck).

Aucun des Hopfer ne fut formé comme artiste, ni n'était naturellement un dessinateur : leurs motifs montraient une certaine naïveté et ne suscitèrent aucune admiration artistique. Mais l'extraordinaire diversité des œuvres des Hopfer en a fait des objets de collection. Des estampes aux modèles pour orfèvres, en passant par les sujets séculaires tels que les paysans, les figures militaires (en particulier les lansquenets), les portraits de personnalités contemporaines, les thèmes mythologiques et folkloriques, le large éventail des productions des Hopfer est à la fois remarquable et unique, pensé pour attirer une clientèle beaucoup plus importante que celle des forgerons qui achetaient ses motifs pour créer leurs marchandises. Cependant, la famille Hopfer n'hésitait pas à plagier l'œuvre de ses contemporains : des deux cent trente estampes connues de Daniel, quatorze sont des copies d'après des vieux maîtres, en particulier Andrea Mantegna, tandis que seules quelques-unes des quatre-vingt-deux plaques de Hieronymus sont des compositions originales (on compte vingt et une copies d'après Dürer et une trentaine d'autres d'après Jacopo de' Barbari, Marcantonio Raimondi et Albrecht Altdorfer, notamment.
Les Beaux-Arts de Paris possèdent un dessin intitulé Sainte Ursule (pierre noire, estompe, plume, encre noire, lavis d'encre de Chine et rehauts de blanc, H. 0,497 ; L. 0,346 m). Il appartient sans doute à un groupe en - en partie disparu - de saintes martyres représentées à mi-corps, dont la bibliothèque de l'université d'Erlangen conserve une Sainte Barbe.

## Réimpressions posthumes
Lors du siècle suivant, un parent éloigné des Hopfer, David Funck (1642-1705), un marchand de livres de Nuremberg, acquit deux cent trente des plaques de fer des Hopfer et les réimprima sous le titre Operae Hopferianae, ajoutant à chacune d'entre elles un numéro gravé, connu sous le nom de « numéro de Funck », créant ainsi un deuxième état à des plaques jusqu'alors non retouchées.
Une autre série de réimpressions de quatre-vingt-douze plaques des Hopfer fut réalisée en 1802 par l'éditeur Carl Wilhelm Silberterg de Francfort sous le titre Opera Hopferiana. La qualité de ces impressions est un hommage à l'attention avec laquelle la famille Hopfer avait conservé ses plaques tendant à la rouille. Beaucoup de ces gravures sont conservées aux cabinet des estampes de Berlin.